# Interpop Fesztivál
Az Interpop Fesztivál könnyűzenei dalverseny volt, amelyet az Országos Rendező Iroda szervezett két alkalommal, 1986-ban és 1988-ban Siófokon.
A fesztiválhoz kapcsolódik az ORI-botrány kipattanása.

## Története
A fesztivált az 1980-as évek második felében a Magyar Hanglemezgyártó Vállalat, az ORI, az Interkoncert, a Magyar Rádió és a Magyar Televízió szervezte.
A korábbi dalfesztiválokkal ellentétben a Magyar Rádió és a Magyar Televízió nem főszervező volt: a rádió a zenekarról (a 30 tagú fesztiválzenekart Bolba Lajos vezette a Harmónia Vokál kíséretében) gondoskodott, a televízió pedig a technikáról és a színpadkép kialakításért felelt. Emellett mint társzervezők a rádió és a televízió is hívhatott meg előadókat.
Itt nem hirdettek dalpályázatot, hanem a szervezők előadókat kértek fel a lemezgyár és a rádió alkotóműhelyeinek legjobbjaiból válogatva, elsősorban a zenei utánpótlás bemutatkozási lehetőségének megteremtése miatt. Az előadandó számokat a meghívott versenyzők beküldött anyagai alapján szakzsűri választotta ki.
Az adott dalverseny egész héten át tartott, két elődöntőből és egy döntőből állt. A helyszín a Siófoki Szabadtéri Színpad volt és a versenyeket a TV2-n, a kisebb nézettségű adón került bemutatásra (a ’86-ost felvételről adták le, a ’88-ast élőben közvetítették).
Újdonság volt, hogy a fesztiválra külföldi szólista előadókat is meghívtak, akik külön kategóriában indultak el.
Az első Interpop fesztivál fordulóit egy nappal később adták le felvételről; a második Interpop-ot már élőben közvetítették.

### Az Interpop ’88 szervezése és az „ORI-botrány”
Bővebben: Az „ORI-botrány”

## Áttekintés
| Elnevezés              | Ideje               | Kategória  | Dalok száma | Döntőbe jutott dalok | Győztes előadó     | Győztes dal         | Műsorvezető(k)                |
| ---------------------- | ------------------- | ---------- | ----------- | -------------------- | ------------------ | ------------------- | ----------------------------- |
| Interpop Fesztivál ’86 | 1986. július 15–19. | Magyar     |             | 10                   | Napoleon Boulevard | Kérlek, ne félj     | Bogyay Katalin                |
| Interpop Fesztivál ’86 | 1986. július 15–19. | Nemzetközi |             | 8                    | Giorgia Fiorio     | Take It Or Leave It | Bogyay Katalin                |
| Interpop Fesztivál ’88 | 1988. július 19–23. | Magyar     | 27          | 12                   | Sárközi Anita      | Maradj meg nekem!   | Palcsó Brigitta, Geszti Péter |
| Interpop Fesztivál ’88 | 1988. július 19–23. | Nemzetközi | 13          |                      | Ann Turner         | n.a.                | Palcsó Brigitta, Geszti Péter |

1. ↑  A fesztivált felvételről közvetítették (elődöntős összefoglalókat július 18.-án, a döntőt július 20.-án adták le a TV2-ben).

## Interpop Fesztivál ’86
Az első Interpop Fesztivált 1986. július 15. és 19. között rendezték. Ez volt az első alkalom, hogy felvételről ment a televíziós adás. A két elődöntőről készült összefoglalót július 18.-án, a döntőt július 20.-án adta le a TV2.
A zsűri tagjai:
- Pándi András, a Művelődési Minisztérium főosztályvezetője, a zsűri elnöke
- Maurizio Cannici, a CGD lemeztársaság igazgatója[7]
- Bob Heatlin(wd), zeneszerző
- dr. Frantisek Hrabal, csehszlovák érdemes művész
- Ioszif Kobzon, a Szovjetunió érdemes művésze
- Rákos Péter, a Magyar Hanglemezgyártó Vállalat kiadói igazgatója
- Tánczos Gábor, a Magyar Televízió rovatvezetője
- Sztevanovity Zorán, előadóművész és zeneszerző
- Komjáthy György, a Magyar Rádió szerkesztője.

Az Interpop Fesztivál nagydíját magyar fellépők közül a Napoleon Boulevard nyerte meg Kérlek, ne félj! című dalával, a nemzetközi előadók között pedig az olasz Giorgia Fiorio nyert Take It Or Leave It című dalával.

### Elödöntők

#### 1. elődöntő (július 15.)
| Előadó                 | Dal címe                | Kategória  |
| ---------------------- | ----------------------- | ---------- |
| Citrom                 | n.a.                    | Magyar     |
| Csuka Mónika           | Egy nyári alkony        | Magyar     |
| Falusi Mariann         | Igazi mese              | Magyar     |
| Frutti (Jován Beatrix) | Fáj, ugye fáj           | Magyar     |
| Kaszab Tibor           | Felejtsd el             | Magyar     |
| Kiss Gabi              | Reni                    | Magyar     |
| Krasznai Krisztina     | Egy mai lány            | Magyar     |
| Lord                   | Holló – Róka            | Magyar     |
| Napoleon Boulevard     | Kérlek, ne félj         | Magyar     |
| Névtelen               | Csalódás                | Magyar     |
| Nyeső Mária            | Tejbegríz               | Magyar     |
| Smog                   | Várlak                  | Magyar     |
| Z’Zi Labor             | Utolsó tangó párizsival | Magyar     |
|                        |                         |            |
| Alex Busanel           | n.a.                    | Nemzetközi |
| Dan Creimerman         | n.a.                    | Nemzetközi |
| Edyta Geppert          | n.a.                    | Nemzetközi |
| Ingrid Kalmanova       | n.a.                    | Nemzetközi |
| Franz Staber           | n.a.                    | Nemzetközi |
| Georghi Sztancsev      | n.a.                    | Nemzetközi |

#### 2. elődöntő (július 17.)
| Előadó                         | Dal címe               | Kategória  |
| ------------------------------ | ---------------------- | ---------- |
| Dolák-Saly Róbert (DSR Band)   | Különös éjszaka        | Magyar     |
| Szabó Ágnes                    | Egy kézfogás           | Magyar     |
| Auguszt Bárió                  | Görl-korcsolya-Forma–1 | Magyar     |
| Marcellina PJT                 | Ne kötözz meg          | Magyar     |
| Bagány Anikó                   | A csönd éve            | Magyar     |
| Jade                           | Vitorláshajó           | Magyar     |
| Balogh Ferenc                  | Ő                      | Magyar     |
| Zoltán Erika                   | Szerelemre születtem   | Magyar     |
| Fábián Éva                     | Őrülten táncolok       | Magyar     |
| Szeptember                     | Hol a híd              | Magyar     |
| Satöbbi                        | James Bond             | Magyar     |
| Deák Erzsi és a Class énektrió | Mi van veled?          | Magyar     |
|                                |                        |            |
| Arnuf Wenning                  | n.a.                   | Nemzetközi |
| Cristine Jaccard               | n.a.                   | Nemzetközi |
| Natalia Nurmuhamedova          | n.a.                   | Nemzetközi |
| Suzanne Michaels               | n.a.                   | Nemzetközi |
| Petra Janu                     | n.a.                   | Nemzetközi |
| Megg Nicol                     | n.a.                   | Nemzetközi |
| Giorgia Fiorio                 | Take It Or Leave It    | Nemzetközi |

Tartalékdalok
| Előadó               | Dal           |
| -------------------- | ------------- |
| Dioniszif Krisztofer | O, Leonito    |
| Postássy Júlia       | n.a.          |
| Marcellina PJT       | Ne kötözz meg |
| Roller               | n.a.          |
| Ízisz                | Egyedül       |

- Marcellina PJT (Babits Marcella) és dala végül bekerült a fesztiválra[12]

### Döntő (július 19.)
| Előadó                 | Dal címe                | Kategória  |
| ---------------------- | ----------------------- | ---------- |
| Bagány Anikó           | A csönd éve             | Magyar     |
| Balogh Ferenc          | Ő                       | Magyar     |
| Frutti (Jován Beatrix) | Fáj, ugye fáj           | Magyar     |
| Krasznai Krisztina     | Egy mai lány            | Magyar     |
| Lord                   | Holló – Róka            | Magyar     |
| Napoleon Boulevard     | Kérlek, ne félj         | Magyar     |
| Névtelen               | Csalódás                | Magyar     |
| Nyeső Mária            | Tejbegríz               | Magyar     |
| Zoltán Erika           | Szerelemre születtem    | Magyar     |
| Z’Zi Labor             | Utolsó tangó párizsival | Magyar     |
|                        |                         |            |
| Alex Busanel           | n.a.                    | Nemzetközi |
| Giorgia Fiorio         | n.a.                    | Nemzetközi |
| Edyta Geppert          | n.a.                    | Nemzetközi |
| Cristine Jaccard       | n.a.                    | Nemzetközi |
| Petra Janu             | n.a.                    | Nemzetközi |
| Natalia Nurmuhamedova  | n.a.                    | Nemzetközi |
| Georghi Sztancsev      | n.a.                    | Nemzetközi |
| Arnuf Wenning          | n.a.                    | Nemzetközi |

### Díjak
| Díj                                      | Díj                                      | Magyar győztes     | Nemzetközi győztes |
| ---------------------------------------- | ---------------------------------------- | ------------------ | ------------------ |
| Interpop Fesztivál nagydíja              | Interpop Fesztivál nagydíja              | Napoleon Boulevard | Giorgia Fiorio     |
| 1.díj                                    | 1.díj                                    | Balogh Ferenc      | Cristine Jaccard   |
| Szerzői díj                              | Szerzői díj                              | Balázs Ferenc      | Georghi Sztancsev  |
| Előadói díj                              | Előadói díj                              | Z’Zi Labor         | Petra Janu         |
|                                          |                                          |                    |                    |
| Nemzetközi Koncert Igazgatóság különdíja | Nemzetközi Koncert Igazgatóság különdíja | Zoltán Erika       | Zoltán Erika       |
| Siófoki Városi Tanács különdíja          | Siófoki Városi Tanács különdíja          | Nyeső Mária        | Nyeső Mária        |
| Közönségdíj                              | 1. elődöntő                              | Napoleon Boulevard | Napoleon Boulevard |
| Közönségdíj                              | 2. elődöntő                              | Giorgia Fiorio     | Giorgia Fiorio     |
| Közönségdíj                              | Döntő                                    | Giorgia Fiorio     | Giorgia Fiorio     |

## Interpop Fesztivál ’88
A második Interpop Fesztivált 1988. július 19. és 23. között rendezték. A korábbitól eltérően a fesztivált élőben közvetítették a televízióban.
Az Interpop Fesztivál nagydíját magyar fellépők közül  Sárközi Anita nyerte meg Maradj meg nekem! című dalával,  a nemzetközi előadók között pedig az angol Ann Turner nyert.

### Elődöntők

#### 1. elődöntő (július 19.)
| #   | Előadó                 | Dal címe              | Kategória  |
| --- | ---------------------- | --------------------- | ---------- |
| 1.  | Berentei Péter         | Mindent a szerelemért | Magyar     |
| 2.  | Doktor (Gara László)   | Mire vársz?           | Magyar     |
| 3.  | Drucker Zsuzsa         | Zsuzsanna balladája   | Magyar     |
| 4.  | Gombóc (Czakó Ildikó)  |                       | Magyar     |
| 5.  | Ízisz                  | Álmaim hercege        | Magyar     |
| 6.  | Kiss Gabi              | Tűz és víz            | Magyar     |
| 7.  | Minimál                |                       | Magyar     |
| 8.  | Moho Sapiens           | Az igazi              | Magyar     |
| 9.  | No                     |                       | Magyar     |
| 10. | Pa-dö-dő               | A tengerész           | Magyar     |
| 11. | Rózsaszín Bombázók     | Nem tehettem róla     | Magyar     |
| 12. | Studium Dixieland Band |                       | Magyar     |
| 13. | Szolid Party           |                       | Magyar     |
|     |                        |                       |            |
| 14. | Bernadett              | n.a.                  | Nemzetközi |
| 15. | Mirka Brezovská        | n.a.                  | Nemzetközi |
| 16. | Kitty Bumbuluc         | n.a.                  | Nemzetközi |
| 17. | Tina Eisbrenner        | n.a.                  | Nemzetközi |
| 18. | Maria de Juzus         | n.a.                  | Nemzetközi |
| 19. | Joanna Zagdańska       | n.a.                  | Nemzetközi |

#### 2. elődöntő (július 21.)
| #   | Előadó                | Dal címe                    | Kategória  |
| --- | --------------------- | --------------------------- | ---------- |
| 1.  | Anita (Sárközi Anita) | Maradj meg nekem!           | Magyar     |
| 2.  | Bumm                  | Szerelmi leckék             | Magyar     |
| 3.  | Casablanca            | Harcolj értem               | Magyar     |
| 4.  | Exotic                | Szolid árak, forró vágyak   | Magyar     |
| 5.  | Fan-Fan               | Papa, ne prédikálj!         | Magyar     |
| 6.  | Gyuri (Hoffer György) | Se veled, se nélküled       | Magyar     |
| 7.  | 7. Kontinens          | Élni kell tovább            | Magyar     |
| 8.  | Illés Melinda         |                             | Magyar     |
| 9.  | Kabalababa            | Te vagy a mennyország nekem | Magyar     |
| 10. | Kanguru               | Lány a kastélyparkban       | Magyar     |
| 11. | RH Pozitív            |                             | Magyar     |
| 12. | Pap Rita              | Hét forró éjszakán          | Magyar     |
| 13. | Madame                | Jennifer                    | Magyar     |
| 14. | Zámbó Jimmy           | Valahol bús dal szól        | Magyar     |
|     |                       |                             |            |
| 15. | Castro                | n.a.                        | Nemzetközi |
| 16. | Bojan Milanović       | n.a.                        | Nemzetközi |
| 17. | Lou Prince            | n.a.                        | Nemzetközi |
| 18. | Nelly Rangelova       | n.a.                        | Nemzetközi |
| 19. | Alekszandra Serova    | n.a.                        | Nemzetközi |
| 20. | Tanja                 | n.a.                        | Nemzetközi |
| 21. | Ann Turner            | n.a.                        | Nemzetközi |

### Döntő (július 23.)
| #   | Előadó                | Dal címe              | Kategória |
| --- | --------------------- | --------------------- | --------- |
| 1.  | Anita (Sárközi Anita) | Maradj meg nekem!     | Magyar    |
| 2.  | Casablanca            | Harcolj értem         | Magyar    |
| 3.  | Fan-Fan               | Papa, ne prédikálj!   | Magyar    |
| 4.  | Gyuri (Hoffer György) | Se veled, se nélküled | Magyar    |
| 5.  | 7. Kontinens          | Élni kell tovább      | Magyar    |
| 6.  | Kanguru               | Lány a kastélyparkban | Magyar    |
| 7.  | Pa-dö-dő              | A tengerész           | Magyar    |
| 8.  | Pap Rita              | Hét forró éjszakán    | Magyar    |
| 9.  | Rózsaszín Bombázók    | Nem tehettem róla     | Magyar    |
| 10. | Zámbó Jimmy           | Valahol bús dal szól  | Magyar    |
|     |                       |                       |           |

### Díjak
| Díj                                        | Magyar győztes        | Nemzetközi győztes |
| ------------------------------------------ | --------------------- | ------------------ |
| Interpop Fesztivál nagydíja                | Anita (Sárközi Anita) | Ann Turner         |
| 1. díj                                     | Zámbó Jimmy           | Lou Prince         |
| Előadói díj                                | Pap Rita              |                    |
| Szerzői díj                                | Zámbó Jimmy           |                    |
|                                            |                       |                    |
| Az IPV különdíja                           | Casablanca            | Casablanca         |
| A Zeneművészek Szakszervezetének különdíja | 7. Kontinens          | 7. Kontinens       |
| Siófok város különdíja                     | Rózsaszín Bombázók    | Rózsaszín Bombázók |